# Lie Lie Lie
"Lie Lie Lie" é uma canção gravada pelo cantor estadunidense Joshua Bassett, presente em seu primeiro extended play de mesmo nome. Composta pelo interprete e produzida por Afterhrs, a faixa foi lançada em 14 de janeiro de 2021 como o primeiro single de disco através da Warner Records.

## Antecedentes
Joshua é um dos protagonistas da série High School Musical: The Musical: The Series, do Disney+, desde novembro de 2019. Ele compartilhou em sua conta no Instagram um trecho de uma música chamada "I Know", no dia anterior à estreia da série. Ele co-escreveu uma canção chamada "Just for a Moment" para a trilha sonora, que também tem a participação de Olivia Rodrigo.
Joshua assinou contrato com a Warner Records e lançou as canções "Common Sense" e "Anyone Else" em 2020. Em 4 de janeiro de 2021, Bassett anunciou que "I Know" (agora intitulado "Lie Lie Lie") seria lançado 10 dias depois. A música foi lançada em todas as plataformas digitais em 14 de janeiro, seguido por seu vídeo no dia seguinte. "Lie Lie Lie" é o primeiro single de seu primeiro extended play (EP).

## Composição
| “ | Escrevi 'Lie Lie Lie' depois de descobrir que alguém próximo a mim havia mentido sobre mim pelas minhas costas por um longo tempo. É sempre chato ouvir que alguém em quem você pensou que poderia confiar iria jogá-lo debaixo do ônibus quando isso o beneficiaria. Acontece com todos nós, e acho que tudo que você pode fazer é procurar pessoas que o eduquem, em vez de destruí-lo. | ” |
|   | — Joshua sobre a canção para a Billboard. |   |

Joshua dispensa um amigo na letra de "Lie Lie Lie", que inclui: "Então você pode mentir, mentir, mentir, mentir / Vá em frente e tente, tente, tente, tente, tente / Isso não vai funcionar desta vez, vez, vez, vez, vez / Vou embora, tchau, tchau, tchau, tchau, tchau, tchau".

## Vídeo musical
O vídeo musical foi lançado um dia depois do lançamento da canção. Tamara Fuentes, da Seventeen, apontou que o vídeo possui elementos parecidos com vídeo de "Drivers License", da cantora Olivia Rodrigo, sua colega de elenco.

## Faixas e formatos
| Download digital e streaming |                                 |         |  |
| N.º                          | Título                          | Duração |  |
| 1.                           | "Lie Lie Lie"                   | 3:56    |  |
| 2.                           | "Lie Lie Lie" (R3hab remix)     | 2:04    |  |
| 3.                           | "Lie Lie Lie" (Versão acústica) | 2:49    |  |

## Histórico de lançamento
| Região | Data                    | Versão      | Formato(s)                 | Gravadora | Referências |
| ------ | ----------------------- | ----------- | -------------------------- | --------- | ----------- |
| Mundo  | 14 de janeiro de 2021   | Original    | Download digital streaming | Warner    | [ 13 ]      |
| Mundo  | 12 de fevereiro de 2021 | R3hab Remix | Download digital streaming | Warner    | [ 14 ]      |